# Robert Forczyk
Robert Albert Forczyk ist ein US-amerikanischer Offizier und Militärwissenschaftler.

## Leben
Forczyk diente als Offizier in der 2. und der 4. Infanterie-Division der United States Army. In der 29. Infanterie-Division war er als Offizier für Militärisches Nachrichtenwesen tätig. Forczyk verließ das Militär als Oberstleutnant (englisch Lieutenant Colonel). Er erwarb einen PhD im Fach Internationale Beziehungen und Nationale Sicherheit an der University of Maryland, College Park. Er arbeitet als Berater in Washington, D.C. und als Sachbuchautor vor allem in europäischer und asiatischer Militärgeschichte.

## Werke
Die aufgelisteten Werke sind eine unvollständige Auswahl.
- We March against England, Operation Sea Lion 1940–1941, 2016, ISBN 978-1-47281-485-2.
- The Dnepr 1943: Hitler’s Eastern Rampart Crumbles, 2016, ISBN 978-1-47281-237-7.
- The Caucasus 1942–43: Kleist’s race for oil, 2015, ISBN 978-1-47280-583-6.
- Where the Iron Crosses Grow, the Crimea 1941–1944, 2014, ISBN 978-1-78200-625-1.
- Kharkov 1942: The Wehrmacht strikes back, 2013, ISBN 978-1-78096-157-6.
- Tank Warfare on the Eastern Front 1941–1942, 2013, ISBN 978-1-78346-278-0.
- Demyansk 1942–43: The frozen fortress, 2012, ISBN 978-1-84908-552-6.
- Georgy Zhukov, 2012, ISBN 978-1-84908-556-4
- Walter Model, 2011, ISBN 978-1-4728-0151-7.
- German Commerce Raider vs British Cruiser: The Atlantic & The Pacific, 1941, 2010, ISBN 978-1-84603-918-8.
- Erich von Manstein, 2010, ISBN 978-1-84603-221-9.
- Leningrad 1941–44: The Epic Siege, 2009, ISBN 978-1-84603-441-1.
- Warsaw 1944. Poland’s Bid for Freedom, 2009, ISBN 978-1-84603-352-0.
- Russian Battleship vs Japanese Battleship. Yellow Sea 1904–05, 2009, ISBN 978-1-84603-330-8.
- Sevastopol 1942: Von Manstein’s triumph, 2008, ISBN 978-1-84603-221-9.
- Nez Perce 1877: The Last Fight, 2007, ISBN 978-1-84908-191-7.
- Panther vs T-34: Ukraine 1943, 2007, ISBN 978-1-84603-149-6.
- Moscow 1941: Hitler’s First Defeat, 2006, ISBN 978-1-84603-017-8.
- Toulon 1793: Napoleon’s first great victory, 2005, ISBN 978-1-84176-919-6.